# نات فاكسون
ناثانيل «نات» فاكسون (بالإنجليزية: Nat Faxon)‏ (مواليد 11 أكتوبر 1975) ممثل كوميدي أميركي، عرف بنيله جائزة الأوسكار لأفضل سيناريو مقتبس للمشاركة مع جيم راش في كتابة الأحفاد (2011).

## نشأته
ولد ناثانيل فاكسون في 11 أكتوبر، 1975 في بوسطن، ماساتشوستس، الولايات المتحدة تخرج من مدرسة هولدرنس، وأكمل تعليمه في كلية هاميلتون وتخرج منها

## مسيرته الفنية
اشتهر نات لظهوره في أفلام كوميدية مثل فيلم أورانج كونتري ووك هارد وبيرفيست لعب نات دور كيفين في المسلسل الكوميدي غروس بوينت عام 2000، وأدى صوت رايموند في المسلسل الكرتوني الكوميدي الشهير ذا كليفلاند شو، وظهر في المسلسل الكوميدي جوي بدور بودي، كما أنه لعب دور ميلك شايك في مسلسل رينو 911! , رشح جائزة الجولدن جلوب لأفضل سيناريو لفيلم.

## الحياة الشخصية
فاكسون متزوج من ميغان جاد ولديهم ثلاثة أطفال: روثي، أوتيس وبياتريس.

## روابط خارجية
- نات فاكسون على موقع IMDb (الإنجليزية)
- نات فاكسون على موقع ألو سيني (الفرنسية)
- نات فاكسون على موقع أول موفي (الإنجليزية)
- نات فاكسون على موقع قاعدة بيانات الأفلام السويدية (السويدية)
- نات فاكسون على موقع قاعدة بيانات الفيلم (الإنجليزية)
- نات فاكسون على موقع كينوبويسك (الروسية)